# Franz Biebl
Franz Xaver Biebl (Pursruck, Alto Palatinado, Alemania, 1 de septiembre de 1906 - Múnich, íd., 2 de octubre de 2001), conocido como Franz Biebl, fue un compositor alemán. La mayor parte de sus obras fueron composiciones para coro.

## Biografía
Estudió composición en el Conservatorio Superior de Múnich. Entre 1932 y 1939, dirigió el coro de la iglesia católica de Santa María en München-Thalkirchen. En 1939 comenzó su trabajo como profesor ayudante de música coral en el Mozarteum, la academia de música en Salzburgo, en la que enseñó teoría de la voz y de la música.
Sirvió en el ejército en 1943. Fue hecho prisionero de guerra entre 1944 y 1946. Después de la Segunda Guerra Mundial se trasladó a Fürstenfeldbruck (Alemania), donde dirigió un coro de la ciudad.

## Obras
Su obra más conocida es el Ave María, escrito en 1964.